# Milovan Radovanović
Milovan V. Radovanović (serbisch-kyrillisch Милован Радовановић; * 18. Februar 1931 in Skopje, Banschaft Vardar, Königreich Jugoslawien; † 6. September 2009) war ein serbischer Professor für Geographie in Belgrad, Präsident der Serbischen Geographischen Gesellschaft sowie Mitglied der Serbischen Akademie der Wissenschaften und Künste (SANU).
Seine Fachgebiete waren Theorie und Methodik der Anthropogeographie, Ethnogeographie, Demographie und Urbangeographie. Im Zusammenhang mit seinen Studien zur politischen Geographie des Kosovo entwarf Radovanović auf umstrittenen ethno-historischen Anschauungen basierende Pläne zur Teilung des Kosovo in einen serbischen und einen albanischen Sektor.
Radovanović wurde mit dem Jovan-Cvijić-Orden dekoriert.